# Spilosoma hanoica
Spilosoma hanoica är en fjärilsart som beskrevs av Daniel 1953. Spilosoma hanoica ingår i släktet Spilosoma och familjen björnspinnare. Inga underarter finns listade i Catalogue of Life.